# Капитан 3-го ранга
Капита́н 3-го ранга — в ВМФ России воинское звание, соответствующее званию майора в сухопутных войсках и авиации.
Перед воинским званием военнослужащего, проходящего военную службу в гвардейской воинской части, на гвардейском корабле, добавляется слово «гвардии».
К воинскому званию гражданина, пребывающего в запасе или находящегося в отставке, добавляются соответственно слова «запаса» или «в отставке».
Иногда применяется, в неофициальной обстановке, сокращённое название «кап-три». Существует также шуточный термин «гидромайор», применяемый, в основном, в отношении капитанов 3-го ранга «механических» специальностей.
Соответствует званию «корветтен-капитан» в германоязычных странах и Скандинавии, «капитан корвета» во франкоязычных и ряде других, и званию «коммандер-лейтенант» в англоязычных странах.
| Младшее звание: Капитан-лейтенант | Капитан 3-го ранга | Старшее звание: Капитан 2-го ранга |

## История знаков различия воинского звания в России
Образцы знаков различий Капитан 3-го ранга (ОФ-3) в СССР и Российской Федерации
| Чин                  | Военно-Морской Флот СССР                | Военно-Морской Флот СССР       | Военно-Морской Флот СССР   | Военно-Морской Флот СССР | Военно-Морской Флот Российской Федерации | Военно-Морской Флот Российской Федерации | Военно-Морской Флот Российской Федерации   | Военно-Морской Флот Российской Федерации |
| нарукавый знак погон |                                         |                                |                            |                          |                                          |                                          |                                            |                                          |
|                      | Командир корабля 2-го ранга (1918—1935) | Капитан 3-го ранга (1935—1991) | погон к кителю (1943—1955) | … парадный (1955—1991)   | … парадный (1994—2010)                   | … повседневный (1994—2010)               | … повседневный к белой рубашке (1994—2010) | … парадный (c 2010 года)                 |